# Chelicerca spathula
Chelicerca spathula är en insektsart som beskrevs av Ross 2003. Chelicerca spathula ingår i släktet Chelicerca och familjen Anisembiidae.
Artens utbredningsområde är Ecuador. Inga underarter finns listade i Catalogue of Life.